# Сатурн (премія, 1999)
25-а церемонія вручення нагород премії «Сатурн» за заслуги в царині кінофантастики, зокрема в галузі наукової фантастики, фентезі та жахів за 1998 рік, яка відбулася 9 червня 1999 року. 

## Лауреати і номінанти
Нижче наведено повний список номінантів та переможців. Переможці виділені жирним шрифтом.

### Фільми
| Найкращий актор | Найкраща акторка |
| --- | --- |
| - Джеймс Вудс – за роль Джека Кроу у фільмі Вампіри - Джим Керрі – за роль Трумена Бербанка у фільмі Шоу Трумена - Девід Духовни – за роль Фокса Малдера у фільмі Цілком таємно: Боротьба за майбутнє - Ентоні Гопкінс – за роль Вільяма Періша у фільмі Знайомтеся — Джо Блек - Едвард Нортон – за роль Дерека Віньярда у фільмі Американська історія Ікс - Брюс Вілліс – за роль Гаррі Стемпера у фільмі Армагеддон | - Дрю Беррімор – за роль Даніель у фільмі Історія вічного кохання, або Попелюшка - Джилліан Андерсон – за роль Дейни Скаллі у фільмі Цілком таємно: Боротьба за майбутнє - Джеймі Лі Кертіс – за роль Лори Строуд / Кэри Тэйт у фільмі Геловін: 20 років потому - Мег Раян – за роль лікаря Меггі Райс у фільмі Місто ангелів - Дженніфер Тіллі – за роль Тіффані у фільмі Наречена Чакі - Кетрін Зета-Джонс – за роль Єлени у фільмі Маска Зорро |
| Найкращий актор другого плану | Найкраща акторка другого плану |
| - Ієн Маккеллен – за роль Курта Дюссандера у фільмі Здібний учень - Бен Аффлек – за роль Ей Джей Фроста у фільмі Армагеддон - Денніс Франц – за роль Натаніеля Месінгера у фільмі Місто янголів - Ед Гарріс – за роль Крістофа у фільмі Шоу Трумена - Ґері Олдмен – за роль Захарія Сміта у фільмі Загублені у космосі - Біллі Боб Торнтон – за роль Джейкоба Мітчелла у фільмі Простий план                          | - Джоан Аллен – за роль Бетті Паркер у фільмі Плезантвіль - Клер Форлані – за роль Сьюзен Перріш у фільмі Знайомтеся - Джо Блек - Енн Гейч – за роль Меріон Крейн у фільмі Психо - Шеріл Лі – за роль Катрини у фільмі Вампіри - Шарліз Терон – за роль Джилл Янг у фільмі Могутній Джо Янг |
| Найкращий молодий актор чи акторка | Найкращий сценарій |
| - Тобі Магвайр – за роль Девіда у фільмі Плезантвіль - Джош Гартнетт – за роль Зіка Тайлера у фільмі Факультет - Кеті Голмс – за роль Рейчел Вагнер у фільмі Непристойна поведінка - Джек Джонсон – за роль Віллі Робінсона у фільмі Загублені у космосі - Бред Ренфро – за роль Тодда Боудена у фільмі Здібний учень - Алісія Вітт – за роль Наталі Саймон у фільмі Міська легенда                                   | - Ендрю Нікол – Шоу Трумена - Брендон Бойс – Здібний учень - Дон Манчіні – Наречена Чакі - Алекс Прояс – Темне місто - Ґері Росс – Плезантвіль - Джозеф Стефано – Психо |
| Найкращий режисер | Найкращий костюм |
| - Майкл Бей – Армагеддон - Роб Бауман – Цілком таємно - Роланд Еммеріх – Ґодзілла - Алекс Прояс – Темне місто - Браян Сінгер – Здібний учень - Пітер Вір – Шоу Трумена | - Історія вічного кохання, або Попелюшка – Дженни Биван - Армагеддон – Майкл Каплан, Магалі Гвідаші - Темне місто – Ліз Кеог - Загублені у космосі – Він Бернем, Роберт Белл, Гіллі Хебден - Маска Зорро – Грасіела Мазон - Плезантвіль – Джудіана Маковски |
| Найкращий грим | Найкращі спецефекти |
| - Вампіри – Роберт Курцман, Грег Нікотеро, Говард Бергер - Блейд – Грег Канном, Майкл Жермен - Темне місто – Боб Маккаррон, Леслі Вандервальт, Лінн Вілер - Загублені у космосі – Пітер Робб-Кінг - Зоряний шлях: Повстання – Майкл Уестмор - Цілком таємно: Боротьба за майбутнє – Amalgamated Dynamics, Том Вудрафф (молодший), Майкл Міллс, Грег Нельсон                                                           | - Ґодзілла – Фолькер Енгель, Патрік Татопулос, Карен Гулекас, Клей Пінні - Армагеддон – Патрік МакКланг, Річард Р. Гувер, Джон Фрейзер - Темне місто – Ендрю Мейсон, Мара Браян, Пітер Дойл, Том Девіс - Загублені у космосі – Ангус Бікертон - Могутній Джо Янг – Рік Бейкер, Хойт Єтман, Аллен Холл, Джим Мітчелл |
| Найкраща музика | Найкращий науково-фантастичний фільм |
| - Джон Карпентер – Вампіри - Джордж С. Клінтон – Дикі штучки - Джордж Фентон – Історія вічного кохання, або Попелюшка - Томас Ньюман – Знайомтеся - Джо Блек - Тревор Рабін – Армагеддон - Ганс Ціммер – Принц Єгипту | - Темне місто - Зіткнення з безоднею - Загублені у космосі - Зоряний шлях: Повстання - Цілком таємно: Боротьба за майбутнє |
| Найкращий пригодницький фільм, бойовик чи трилер | Найкращий фентезійний фільм |
| - Врятувати рядового Раяна - Маска Зорро - Перемовник - Принц Єгипту - Ронін - Простий план | - Шоу Трумена - Бейб: Поросятко у місті - Життя комах - Місто янголів - Ґодзілла - Плезантвіль |
| Найкращий фільм жахів | Найкраще відеовидання |
| - Здібний учень - Блейд - Факультет - Наречена Чакі - Геловін: 20 років потому - Вампіри | - Від заходу до світанку 2: Криваві гроші Техасу - Куб - Гаттака - Легіонер - Нічний політ - Потворний |

### Телебачення
| Найкращий телесеріал | Найкращий телесеріал, зроблений для кабельного телебачення |
| --- | --- |
| - Цілком таємно (Fox) - Баффі — переможниця вампірів (WB) - Усі жінки — відьми (WB) - Сім днів (UPN) - Сімпсони (Fox) - Зоряний шлях: Вояджер (UPN) | - Вавилон-5 (TNT) - Зовнішні межі (Showtime) - Psi-фактор: Хроніки паранормального (Syndicated) - Вир світів (Sci Fi Channel) - Зоряний шлях: Глибокий космос 9 (Syndicated) - Зоряна брама: SG-1 (Showtime) |
| Найкращий телеактор | Найкраща телеакторка |
| - Річард Дін Андерсон – Зоряна брама: SG-1 (Showtime) за роль Джека О'Нілла - Брюс Бокслейтнер – Вавилон-5 (TNT) за роль Джона Девіда Шерідана - Девід Духовни – Цілком таємно (Fox) за роль Фокса Малдера - Ленс Генріксен – Тисячоліття (Fox) за роль Френка Блека - Джонатан ЛаПалья – Сім днів (UPN) за роль Френк Паркер | - Сара Мішель Геллар – Баффі — переможниця вампірів (WB) за роль Баффі Саммерс - Джилліан Андерсон – Цілком таємно (Fox) за роль Дейни Скаллі - Клаудія Крістіан – Вавилон-5 (TNT) за роль Сьюзан Іванової - Шеннен Догерті – Усі жінки — відьми (WB) за роль Прю Галлівелл - Кейт Малгрю – Зоряний шлях: Вояджер (UPN) за роль Кетрін Джейнвей |

### Особливі нагороди
| Нагорода                                                | Лауреати         |
| ------------------------------------------------------- | ---------------- |
| Нагорода імені Джорджа Пала (George Pal Memorial Award) | • Рей Бредбері   |
| За досягнення в кар'єрі (Life Career Award)             | • Джеймс Коберн  |
| За досягнення в кар'єрі (Life Career Award)             | •Натан Джуран    |
| Президентська нагорода (President’s Award)              | • Вільям Фрідкін |
| Нагорода за заслуги (Service Award)                     | • Девід Шепард   |